# Assembleia Geral da Geórgia
A Assembleia Geral da Geórgia (Georgia General Assembly) é o Poder Legislativo do estado estadunidense da Geórgia. É de tendência bicameral, sendo composta pelo Senado e a Câmara dos Representantes da Geórgia. Foi estabelecida em 1777 durante a Revolução Americana.

## Formação

### Senado
O Senado Estadual da Geórgia é a câmara alta da Assembleia, sendo portanto, a mais alta representação do poder legislativo estadual. O Senado é liderado pelo Presidente, cargo que é ocupado pelo vice-governador do estado. É composto por 56 senadores, eleitos para um mandato de dois anos. Os requisitos para se eleger ao Senado são:
- Ser um cidadão estadunidense e residir na Geórgia;
- Ter no mínimo 25 anos de idade;
- Ter fixado residência a Geórgia, pelo menos, dois anos antes da candidatura.

### Câmara dos Representantes
É composta por 183 membros eleitos para um mandato de dois anos. 